# Р-16
Р-16 (индекс УРВ РВСН — 8К64) — межконтинентальная баллистическая ракета, состоявшая на вооружении РВСН СССР с 1962 по 1976—1977 годы. Первая советская двухступенчатая МБР на высококипящих компонентах топлива с автономной системой управления. В  НАТО обозначалась, как SS-7 Saddler

## История разработки
13 мая 1959 года специальным постановлением ЦК КПСС и СМ конструкторскому бюро «Южное» (Главный конструктор М. К. Янгель) поручили разработать межконтинентальную ракету на высококипящих компонентах топлива. Впоследствии она получила обозначение Р-16. Необходимость разработки этой ракеты определялась низкими тактико-техническими и эксплуатационными характеристиками первой советской МБР Р-7. Первоначально Р-16 предполагалось запускать только с наземных пусковых установок.
Для разработки двигателей и систем ракеты, а также наземной и шахтной стартовых позиций были привлечены конструкторские коллективы, возглавляемые В. П. Глушко, В. И. Кузнецовым, Б. М. Коноплевым и др. Система управления разрабатывалась харьковским ОКБ-692. На проектирование и проведение летно-конструкторских испытаний отводились крайне сжатые сроки. Чтобы уложиться в них, конструкторские коллективы пошли по пути широкого использования наработок по ракетам Р-12 и Р-14.

24 октября 1960 года на полигоне Байконур во время намеченного первого испытательного пуска ракеты Р-16, на этапе выполнения предстартовых работ, примерно за 15 минут до старта, произошел несанкционированный запуск двигателей второй ступени из-за прохождения преждевременной команды на запуск двигателей от токораспределителя, что было вызвано грубым нарушением процедуры подготовки ракеты. Ракета взорвалась на стартовой площадке. Всего в момент катастрофы погибло 57 и ранено 42 военнослужащих, среди них — командующий РВСН маршал М. Неделин, погибло 17 и ранено 7 представителей промышленности, большая группа ведущих специалистов КБ. Впоследствии в госпиталях из-за ожогов и отравлений скончалось ещё 4 человека. Полностью уничтожена стартовая площадка № 41.
Пуск второй Р-16 состоялся 2 февраля 1961 года. Несмотря на то, что ракета упала на трассе полёта из-за потери устойчивости, разработчики убедились в жизнеспособности принятой схемы. Напряжённая работа позволила закончить летные испытания ракеты, запускаемой с наземной пусковой установки, к концу 1961 года. 1 ноября три первых ракетных полка в г. Нижний Тагил и п. Юрья Кировской области были подготовлены к заступлению на боевое дежурство.
Начиная с мая 1960 года проводились опытно-конструкторские работы, связанные с реализацией пуска модифицированной ракеты Р-16У из шахтной пусковой установки (ШПУ). В январе 1962 года на полигоне Байконур был проведён первый пуск ракеты из ШПУ.
5 февраля 1963 года началась постановка на боевое дежурство первого ракетного полка (г. Нижний Тагил), вооружённого БРК с этими МБР, а 15 июля этого же года этот комплекс был принят на вооружение РВСН.

## Конструкция

Эскиз Р-16

Ракета Р-16 была выполнена по «тандемной» схеме, с последовательным разделением ступеней. Первая ступень состояла из переходника, к которому посредством четырёх разрывных болтов крепилась вторая ступень, бака окислителя, приборного отсека, бака горючего и хвостового отсека с силовым кольцом. Топливные баки несущей конструкции. Баки первой ступени и бак горючего второй ступени — панельной конструкции из алюминиево-магниевого сплава с поперечным и продольным силовым набором из шпангоутов и стрингеров, а бак окислителя второй ступени — из листового материала обработанного химическим фрезерованием (как на Р-14). Для обеспечения устойчивого режима работы ЖРД все баки имели наддув. При этом бак окислителя первой ступени наддувался в полёте встречным скоростным напором воздуха, второй ступени — воздухом, а баки горючего обеих ступеней — сжатым азотом из шаровых баллонов. Пять шаровых баллонов со сжатым азотом для наддува бака горючего первой ступени размещались в приборном отсеке первой ступени, между баками окислителя и горючего.
Двигательная установка состояла из маршевого и рулевого двигателей, укреплённых на одной раме. Маршевый двигатель был собран из трёх одинаковых двухкамерных блоков и имел суммарную тягу на земле 227 т. Рулевой двигатель имел четыре поворотные камеры сгорания и развивал тягу на земле 29 т. Система подачи топлива во всех двигателях — турбонасосная с питанием турбин продуктами сгорания основного топлива.
Вторая ступень, служившая для разгона ракеты до скорости, соответствовавшей заданной дальности полёта, имела аналогичную конструкцию, но была выполнена короче и в меньшем диаметре. Её двигательная установка (ДУ) во многом была заимствована от первой ступени, что удешевляло производство, но в качестве маршевого двигателя устанавливался только один блок. Он развивал тягу в вакууме 90 т. Рулевой двигатель отличался от аналогичного двигателя первой ступени меньшими размерами и тягой (5 т). Все ракетные двигатели работали на самовоспламеняющихся при контакте компонентах топлива: окислителе АК-27И (раствор тетраоксида диазота в азотной кислоте) и горючем — несимметричном диметилгидразине (НДМГ).
Р-16 имела защищённую автономную инерциальную систему управления. Она включала автоматы угловой стабилизации, стабилизации центра масс, систему регулирования кажущейся скорости, систему одновременного опорожнения баков, автомат управления дальностью. В качестве чувствительного элемента СУ впервые на советских межконтинентальных ракетах была применена гиростабилизированная платформа на шарикоподшипниковом подвесе. Приборы системы управления располагались в приборных отсеках на первой и второй ступенях. Круговое вероятное отклонение (КВО) при стрельбе на максимальную дальность 12 000 км составило около 2700 м. При подготовке к старту ракета устанавливалась на пусковое устройство так, чтобы плоскость стабилизации находилась в плоскости стрельбы.
Р-16 оснащалась отделяемой моноблочной головной частью двух типов, отличавшихся мощностью термоядерного заряда (порядка 3 Мт и 6 Мт). От массы и соответственно мощности головной части зависела максимальная дальность полёта, колебавшаяся в пределах от 11 000 до 13 000 км.
Р-16 стала базовой ракетой для создания группировки межконтинентальных ракет РВСН СССР. Наземный стартовый комплекс включал боевую позицию с двумя пусковыми устройствами, одним общим командным пунктом и хранилищем ракетного топлива. Пуск ракеты осуществлялся после её установки на пусковой стол, заправки компонентами ракетного топлива и сжатыми газами, проведения операций по прицеливанию. Все эти операции занимали довольно много времени. Чтобы его сократить, были введены четыре степени технической готовности, характеризовавшиеся определённым временем до возможного старта, которое было необходимо затратить для выполнения ряда операций по предстартовой подготовке и запуску ракеты. В высшей степени готовности Р-16 могла стартовать через 30 минут.

## Сравнительная характеристика
| Общие сведения и основные тактико-технические характеристики советских баллистических ракет первого поколения                                                                                    | Общие сведения и основные тактико-технические характеристики советских баллистических ракет первого поколения | Общие сведения и основные тактико-технические характеристики советских баллистических ракет первого поколения | Общие сведения и основные тактико-технические характеристики советских баллистических ракет первого поколения | Общие сведения и основные тактико-технические характеристики советских баллистических ракет первого поколения | Общие сведения и основные тактико-технические характеристики советских баллистических ракет первого поколения | Общие сведения и основные тактико-технические характеристики советских баллистических ракет первого поколения | Общие сведения и основные тактико-технические характеристики советских баллистических ракет первого поколения | Общие сведения и основные тактико-технические характеристики советских баллистических ракет первого поколения | Общие сведения и основные тактико-технические характеристики советских баллистических ракет первого поколения |
| Наименование ракеты | Р-1 | Р-2 | Р-5М | Р-11М | Р-7А | Р-9А | Р-12 и Р-12У                                                                                                  | Р-14 и Р-14У                                                                                                  | Р-16У |
| Конструкторское бюро | ОКБ-1 | ОКБ-1 | ОКБ-1 | ОКБ-1 | ОКБ-1 | ОКБ-1 | КБ «Южное» | КБ «Южное» | КБ «Южное» |
| --- | --- | --- | --- | --- | --- | --- | --- | --- | --- |
| Генеральный конструктор | С. П. Королёв                                                                                                 | С. П. Королёв                                                                                                 | С. П. Королёв                                                                                                 | С. П. Королёв, М. К. Янгель                                                                                   | С. П. Королёв                                                                                                 | С. П. Королёв                                                                                                 | М. К. Янгель                                                                                                  | М. К. Янгель                                                                                                  | М. К. Янгель                                                                                                  |
| Организация-разработчик ЯБП и главный конструктор | | | КБ-11, Ю. Б. Харитон                                                                                          | КБ-11, Ю. Б. Харитон                                                                                          | КБ-11, С. Г. Кочарянц                                                                                         | КБ-11, С. Г. Кочарянц                                                                                         | КБ-11, С. Г. Кочарянц                                                                                         | КБ-11, С. Г. Кочарянц                                                                                         | КБ-11, С. Г. Кочарянц                                                                                         |
| Организация-разработчик заряда и главный конструктор | | | КБ-11, Ю. Б. Харитон                                                                                          | КБ-11, Ю. Б. Харитон                                                                                          | КБ-11, Е. А. Негин                                                                                            | КБ-11, Е. А. Негин                                                                                            | КБ-11, Е. А. Негин                                                                                            | КБ-11, Е. А. Негин                                                                                            | КБ-11, Е. А. Негин                                                                                            |
| Начало разработки | 10.03.1947 | 14.04.1948 | 10.04.1954 | 13.02.1953 | 02.07.1958 | 13.05.1959 | 13.08.1955 | 02.07.1958 | 30.05.1960 |
| Начало испытаний | 10.10.1948 | 25.09.1949 | 20.01.1955 | 30.12.1955 | 24.12.1959 | 09.04.1961 | 22.06.1957 | 06.06.1960 | 10.10.1961 |
| Дата принятия на вооружение | 28.11.1950 | 27.11.1951 | 21.06.1956 | 1.04.1958 | 12.09.1960 | 21.07.1965 | 04.03.1959–09.01.1964                                                                                         | 24.04.1961–09.01.1964                                                                                         | 15.07.1963 |
| Год постановки на боевое дежурство первого комплекса | не ставились                                                                                                  | не ставились                                                                                                  | 10.05.1956 | переданы в СВ в 1958                                                                                          | 01.01.1960 | 14.12.1964 | 15.05.1960 | 01.01.1962 | 05.02.1963 |
| Максимальное количество ракет, стоявших на вооружении | | | 36 | | 6 | 29 | 572 | 101 | 202 |
| Год снятия с боевого дежурства последнего комплекса | | | 1966 | | 1968 | 1976 | 1989 | 1983 | 1977 |
| Максимальная дальность, км | 270 | 600 | 1200 | 170 | 9000-9500 — тяжёлый блок; 12000-14000, 17000 — лёгкий блок                                                    | 12500-16000                                                                                                   | 2080 | 4500 | 11000–13000                                                                                                   |
| Стартовая масса, т | 13,4 | 20,4 | 29,1 | 5,4 | 276 | 80,4 | 47,1 | 86,3 | 146,6 |
| Масса полезной нагрузки, кг | 1000 | 1500 | 1350 | 600 | 3700 | 1650–2095 | 1630 | 2100 | 1475–2175 |
| Длина ракеты, м | 14,6 | 17,7 | 20,75 | 10,5 | 31,4 | 24,3 | 22,1 | 24,4 | 34,3 |
| Максимальный диаметр, м | 1,65 | 1,65 | 1,65 | 0,88 | 11,2 | 2,68 | 1,65 | 2,4 | 3,0 |
| Тип головной части | неядерная, неотделяемая                                                                                       | моноблочная, неядерная, отделяемая                                                                            | моноблочная, ядерная                                                                                          | моноблочная, ядерная                                                                                          | моноблочная, ядерная                                                                                          | моноблочная, ядерная                                                                                          | моноблочная, ядерная                                                                                          | моноблочная, ядерная                                                                                          | моноблочная, ядерная                                                                                          |
| Количество и мощность боевых блоков, Мт | | | 1×0,3 | | 1×5 | 1×5 | 1×2,3 | 1×2,3 | 1×5 |
| Стоимость серийного выстрела, тыс. руб. | | | | | | | 3040 | 5140 | |
| Источник информации: Оружие ракетно-ядерного удара. / Под ред. Ю. А. Яшина. — М.: Издательство МГТУ имени Н. Э. Баумана, 2009. — С. 23–24 — 492 с. — Тираж 1 тыс. экз. — ISBN 978-5-7038-3250-9. | | | | | | | | | |

## Сохранившийся экземпляр
- Ракета 8К64 представлена в филиале Центрального музея РВСН в Учебном центре Военной академии РВСН им. Петра Великого в Балабанове Калужской области[1].

## Катастрофы
- Катастрофа на Байконуре (1960)